# The Girl Reporter
The Girl Reporter er en amerikansk stumfilm fra 1910.